# Beziehungen zwischen Saudi-Arabien und den Vereinigten Staaten
Die Beziehungen zwischen Saudi-Arabien und den Vereinigten Staaten gehen auf die 1930er Jahre zurück und sind in der Zeit nach dem Zweiten Weltkrieg von einer umfassenden strategischen Partnerschaft im Bereich der Wirtschafts- und Sicherheitspolitik geprägt. Die Vereinigten Staaten wurden in der Vergangenheit von Beobachtern als Schutzmacht von Saudi-Arabien und dem regierenden Herrscherhaus Al Saud bezeichnet, was auf die große strategische Bedeutung des erdölreichen Staates zurückzuführen ist. Seit Beginn der modernen Beziehungen zwischen Saudi-Arabien und den USA im Jahr 1945 waren die USA bereit, über einige der Aspekte des Königreichs wie dem Wahhabismus, der Verletzung der Menschenrechte und der Finanzierung von Terrorismus aus dem Land hinwegzusehen, solange es die Ölproduktion aufrechterhielt und die nationale Sicherheitspolitik der USA unterstützte. Aufgrund der großen politischen und kulturellen Unterschiede kommt es allerdings auch mit zunehmender Häufigkeit zu Meinungsverschiedenheit zwischen den beiden Ländern.

## Geschichte

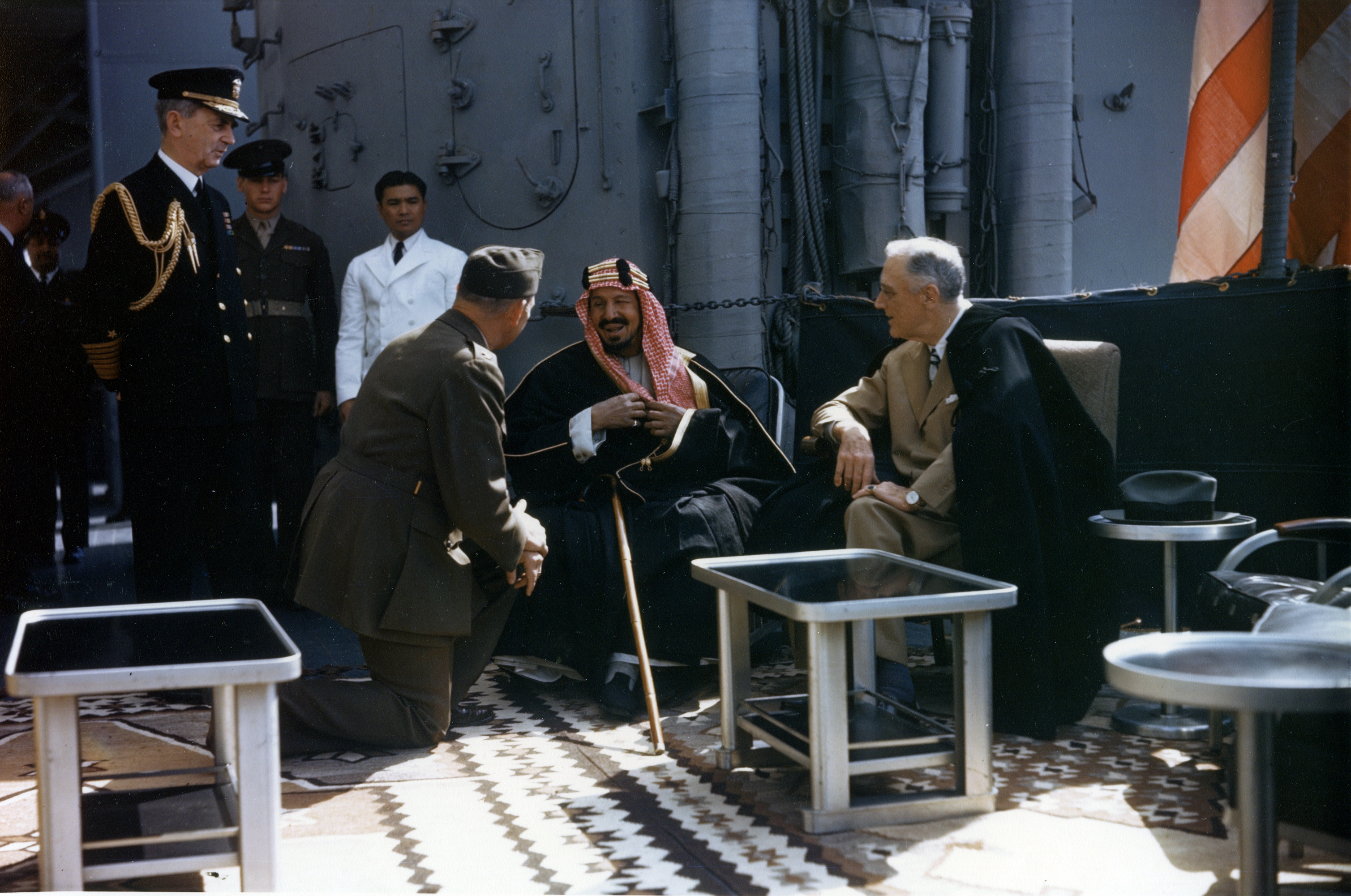
Treffen von Ibn Saud mit Franklin D. Roosevelt auf der Quincy (1945)

König Abd al-Aziz ibn Saud, der Gründer Saudi-Arabiens, entwickelte enge Beziehungen zu den Vereinigten Staaten. Nachdem er das Land 1928 geeint hatte, bemühte er sich um internationale Anerkennung. Das Vereinigte Königreich war das erste Land, das Saudi-Arabien als unabhängigen Staat anerkannte, da die Briten die saudischen Gebiete viele Jahre lang vor den Osmanen geschützt hatten. Im Mai 1931 erkannten die USA Saudi-Arabien offiziell an, indem sie die volle diplomatische Anerkennung gewährten. Zur gleichen Zeit erteilte Ibn Saud dem US-Unternehmen Standard Oil of California eine Konzession, die es ihm erlaubte, in der Ostprovinz des Landes nach Öl zu suchen. Die Tochtergesellschaft dieses Unternehmens, die California Arabian Standard Oil Company, die später in Saudi Aramco umbenannt wurde, führte 1938 eine erfolgreiche Exploration durch und fand zum ersten Mal Öl. Im Zweiten Weltkrieg erlangte das Öl aus Saudi-Arabien für die USA strategische Bedeutung, weshalb 1943 die militärische Zusammenarbeit zwischen beiden Staaten mit einem Leih- und Pachtgesetz der Vereinigten Staaten begonnen wurde. Ibn Saud stimmte dem Ersuchen der USA zu, der US-Luftwaffe das Überfliegen und den Bau von Flugplätzen in Saudi-Arabien zu gestatten. Die Ölinstallationen wurden von den USA gesichert, die Pilgerrouten nach Mekka wurden geschützt, und die USA erhielten eine dringend benötigte direkte Route für Militärflugzeuge, die in Richtung Iran und Sowjetunion flogen. Das erste amerikanische Konsulat wurde 1944 in Dhahran eröffnet. Als Beginn der Sicherheitsallianz beider Länder gilt ein Treffen von Ibn Saud mit Präsident Franklin D. Roosevelt auf der Quincy im Jahre 1945, wobei eine Sicherheitsgarantie für die Nachkriegszeit im Gegenzug für den Zugriff auf die Ölvorkommen vereinbart wurde. Auch die Gründung des Staates Israel stand bei dem Treffen auf der Agenda.

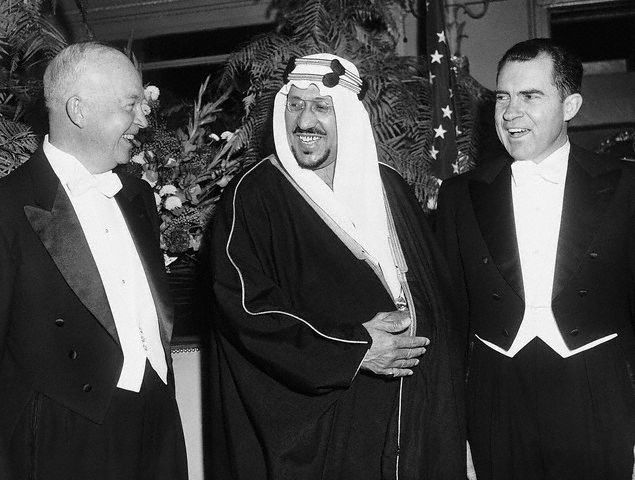
Dwight D. Eisenhower, König Saud und Richard Nixon (1957)

Roosevelts Nachfolger Harry S. Truman versprach Ibn Saud, dass er Saudi-Arabien vor dem sowjetischen Einfluss schützen würde. Daher verstärkten die USA ihre Präsenz in der Region, um ihre Interessen und ihre Verbündeten zu schützen. Die Sicherheitsbeziehungen zwischen Saudi-Arabien und den USA wurden daher zu Beginn des Kalten Krieges erheblich gestärkt. 1951 wurde das Mutual Defense Assistance Agreement (Abkommen über gegenseitige Verteidigungshilfe) in Kraft gesetzt, das Waffenlieferungen der USA an Saudi-Arabien sowie eine Militärbasis der Vereinigten Staaten in Saudi-Arabien ermöglichte. Nach dem Tod von Ibn Saud kam sein Sohn Saud ibn Abd al-Aziz an die Macht, der sich Ägypten unter Gamal Abdel Nasser annäherte und die amerikanische Militärbasis im Land schließen ließ, was die Beziehungen verschlechterte. Doch 1956, während der Sueskrise, begann Saud wieder mit den USA zusammenzuarbeiten, nachdem Präsident Dwight D. Eisenhower die israelisch-britisch-französische Invasion zur Eroberung des Kanals abgelehnt hatte. König Saud bewunderte diesen Akt und beschloss, mit den USA wieder stärker zu kooperieren. Während der jemenitischen Revolution von 1962 griff Ägypten Saudi-Arabien von Stützpunkten im Jemen aus an, weil Saudi-Arabien antirevolutionäre Propaganda verbreitet haben soll, woraufhin Saud die USA um Unterstützung bat. Präsident John F. Kennedy reagierte sofort auf Sauds Bitte und schickte im Juli 1963 US-Kampfflugzeuge in das Kriegsgebiet, um den Angriff zu stoppen, der die Interessen der USA gefährdete, was die Sicherheitsbeziehungen weiter zementierte. Nach dem Rückzug der Briten aus der Golfregion und der Unabhängigkeit der Vereinigte Arabische Emirate, Katar und Bahrain in den frühen 1970er Jahren erhöhten die USA ihre Militärhilfen, um Saudi-Arabien zu einer regionalen Ordnungsmacht aufzubauen.

Im November 1964 wurde Faisal nach den Konflikten mit seinem Bruder Saud zum neuen König. Die USA wiederum waren sich nicht sicher, wie sich ein solcher ungeplanter Wechsel in der saudischen Monarchie auswirken würde. Faisal setzte jedoch die Zusammenarbeit mit den USA bis zum 20. Oktober 1973 fort. Dann kam der Tiefpunkt der Beziehungen vor dem 11. September 2001, als Faisal beschloss, sich während des Jom-Kippur-Krieges an einem Ölembargo gegen die USA und seine Verbündete zu beteiligen. Das verursachte eine Ölpreiskrise in den USA und Europa. Trotz der durch das Ölembargo verursachten Spannungen brachen die USA die Beziehungen zu den Saudis nicht ab. Die hohen Öleinnahmen, die sich infolge der Preissteigerungen angesammelt hatten, ermöglichte es den Saudis, in großem Umfang amerikanische Militärtechnologie zu kaufen. Das Embargo wurde im März 1974 aufgehoben, nachdem die USA Israel unter Druck gesetzt hatten, mit Syrien über die Golanhöhen zu verhandeln. Nach der sowjetische Intervention in Afghanistan kooperierten beide Länder bei der Unterstützung der Mudschahid gegen die Sowjets. Saudis wie Osama bin Laden schlossen sich dem antisowjetischen Widerstand an und wurden später zu internationalen Terroristen. Auch die Islamische Revolution im Iran stärkte die Zusammenarbeit, da die USA damit einen wichtigen Verbündeten in der Region verloren. Der Einmarsch des Irak in Kuwait im August 1990 führte zum Zweiten Golfkrieg, in dem die Sicherheitsbeziehungen zwischen den USA und Saudi-Arabien erheblich gestärkt wurden. Zeitgleich mit der US-Invasion erklärte König Fahd dem Irak den Krieg. Präsident George H.W. Bush schickte nach der Zustimmung von König Fahd eine beträchtliche Anzahl amerikanischer Streitkräfte (bis zum Ende der Operation bis zu 543.000 Bodentruppen), um Saudi-Arabien vor einer möglichen irakischen Invasion zu schützen; diese Operation wurde „Desert Shield“ genannt. Darüber hinaus schickten die USA im Rahmen der Operation Desert Storm weitere Truppen, die mit knapp 100.000 von Fahd entsandten saudischen Soldaten sowie mit Truppen anderer verbündeter Länder eine Armeeallianz bildeten. Die Koalitionstruppen konnten die Iraker innerhalb von vier Tagen besiegen, sodass sich die Iraker aus Kuwait zurückziehen mussten. Die Präsenz amerikanischer Truppen auf saudischem Boden befeuerte allerdings auch den islamischen Extremismus im Land und galt als einer der Gründe für die Terroranschläge am 11. September 2001.

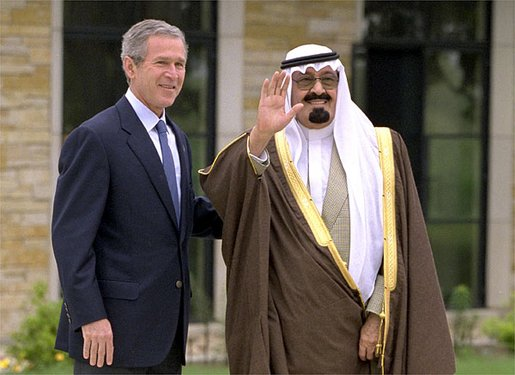
George W. Bush mit Abdullah ibn Abd al-Aziz (2002)

Am 11. September 2001 wurden bei den Terroranschlägen auf New York City und Washington, D.C. sowie auf einem Feld in der Nähe von Shanksville, Pennsylvania, durch vier entführte Flugzeuge 2.977 Menschen getötet. 15 der 19 an den Anschlägen beteiligten Entführer stammten aus Saudi-Arabien, ebenso wie der Anführer der verantwortlichen Organisation (Osama bin Laden). Die Anschläge führten zu erheblicher Kritik an Saudi-Arabien und stellte den Tiefpunkt der bilateralen Beziehungen dar. So wurde den Saudis vorgeworfen, den Terrorismus zu finanzieren und mit ihrer Verbreitung extremistischer Ideologien den Anschlägen den Boden bereitet zu haben, auch wenn die Regierung Saudi-Arabiens nicht selbst an ihnen beteiligt war. Die Regierung heuerte daraufhin Lobbying-Firmen an, um die Beziehungen mit den USA zu reparieren. Die 9/11-Kommission sprach Saudi-Arabien von Schuld frei, bezeichnete die Saudis allerdings als „problematischen Verbündeten bei der Bekämpfung des islamischen Extremismus“. Einige Mitglieder des saudischen Königshauses bestritten, dass Muslime an den Anschlägen beteiligt waren. Naif ibn Abd al-Aziz behauptete „Zionisten“ seien schuld an den Anschlägen. Mit Beginn des Irakkriegs musste das Saudische Königshaus seine Position zwischen seinen äußeren Sicherheitsbedürfnissen und der wahabitischen und antiwestlichen Ideologie im Inland abstimmen. Während des Irakkriegs kritisierte der saudische Außenminister Prinz Saud ibn Faisal die von den USA angeführte Invasion als „koloniales Abenteuer“, das nur darauf abziele, die Kontrolle über die natürlichen Ressourcen des Irak zu erlangen. Doch gleichzeitig, erlaubte die saudische Regierung dem US-Militär insgeheim, seine Luftkampagne „im Wesentlichen“ von den saudischen Grenzen aus zu steuern und Operationen gegen den Irak zu starten, wobei „mindestens drei“ saudische Luftstützpunkte genutzt wurden.

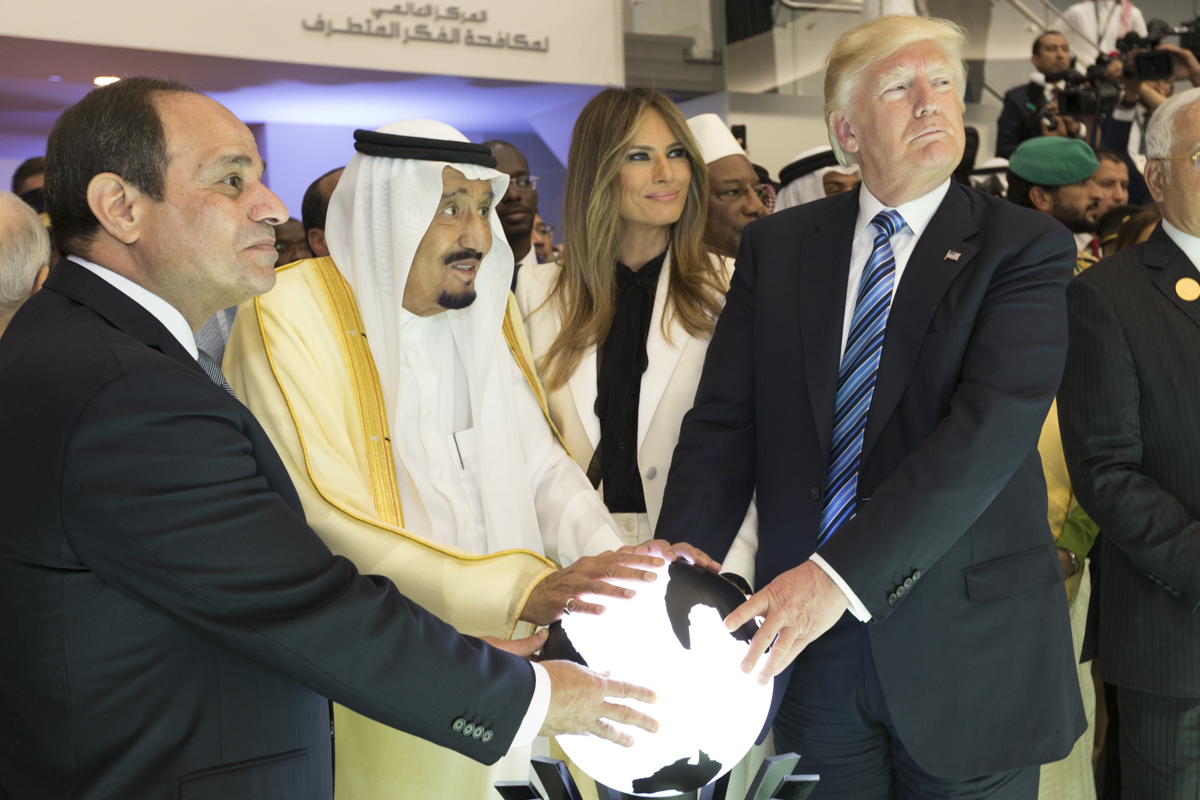
Abdel Fatah al-Sisi, Salman ibn Abd al-Aziz, Melania Trump und Donald Trump in Saudi-Arabien (2017)

Unter der Amtszeit von Barack Obama ab 2009 verschlechterten sich die bilateralen Beziehungen erheblich, aufgrund der Kritik der Obama-Regierung an der Menschenrechtssituation in Saudi-Arabien und Meinungsverschiedenheiten hinsichtlich der regionalen Sicherheitspolitik. Die Beziehungen wurden jedoch durch die Reise seines Nachfolgers Donald Trump nach Saudi-Arabien im Mai 2017 gestärkt. Bei dem Treffen wurden Waffenverkäufe an Saudi-Arabien in Höhe von hunderten Milliarden US-Dollar über einen Zeitraum von zehn Jahren, das auch die Ausbildung und enge Zusammenarbeit mit dem saudi-arabischen Militär umfasst, vereinbart. Die Ermordung des saudischen Dissidenten und Journalisten Jamal Khashoggi in einem saudischen Konsulat in der Türkei im Oktober 2018 führte zu einem tiefen Riss zwischen den beiden Ländern. Die Vereinigten Staaten verhängten Sanktionen gegen einige saudische Staatsangehörige, und der US-Kongress versuchte aufgrund des Widerstands der Trump-Regierung erfolglos, die US-Waffenverkäufe an Saudi-Arabien im Zusammenhang mit dem Krieg im Jemen zu stoppen. Weitere Streitpunkte taten sich nach dem Amtsantritt von Joe Biden 2021 auf, der im Wahlkampf angekündigt hatte, Saudi-Arabien als „Paria“ behandeln zu wollen und sich damit in Riad unpopulär gemacht hatte. Nach der weltweiten Energiekrise nach dem russischen Überfall auf die Ukraine 2022 weigerte sich Saudi-Arabien, seine Ölproduktion zu erhöhen und kooperierte weiter mit Russland.
Im Mai 2025 besuchte Donald Trump auf seiner ersten Auslandsreise seiner zweiten Präsidentschaft Saudi-Arabien. Bei dem Treffen wurde der Kauf amerikanischer Waffen in Höhe von 140 Milliarden US-Dollar vereinbart, laut dem Weißen Haus die „größten Verteidigungsverkäufe der Geschichte“. Auf der Agenda standen außerdem der anhaltende Krieg in Gaza und Verhandlungen mit dem Iran über ein Atomabkommen.

## Militärische Zusammenarbeit
Die Vereinigten Staaten haben eine auf den Zweiten Weltkrieg zurückgehende Verteidigungsallianz mit dem Königreich Saudi-Arabien und garantieren dessen Sicherheit. Beide Länder waren beim Zweiten Golfkrieg Teil einer militärischen Allianz und beide Länder kooperieren eng bei verschiedenen Konflikten in der Region. Beide Länder bilden auch eine gegen den Einfluss des schiitischen Irans gerichtete Allianz, und Saudi-Arabien kooperiert deshalb verstärkt auch mit dem US-Verbündeten Israel auf informeller Basis.
Von 1950 bis 2016 lieferten die Vereinigten Staaten Waffen an Saudi-Arabien im Wert von knapp 90 Milliarden US-Dollar. Im Jahre 2017 wurden weitere Waffenkäufe für die nächsten zehn Jahre in Höhe von 350 Milliarden US-Dollar vereinbart. Aufgrund der Menschenrechtssituation in Saudi-Arabien sind die Waffenlieferungen an das Land in den USA umstritten. 2017 scheiterte eine Blockade der Waffenlieferungen an das Land im US-Senat mit 47 zu 53 Stimmen.

### Jemen-Krieg
Saudi-Arabien intervenierte 2015 auf Initiative von Kronprinz Mohammed bin Salman im Jemenkrieg. Die Vereinigten Staaten unterstützten die saudische Kriegsführung gegen die Huthi-Rebellen mit Waffen, Geheimdienstinformation und Luftbetankung von Flugzeugen. Die von Saudi-Arabien angeführte Koalition beging in dem Konflikt Kriegsverbrechen und verursachte eine schwere humanitäre Krise in dem Land. Laut einem Bericht der Washington Post  wurden die meisten saudischen Luftangriffe in dem Konflikt von in den USA ausgebildeten Piloten in amerikanischen Kampfjets durchgeführt. Im August 2018 wurde eine von den USA verkaufte und von Lockheed Martin gebaute lasergesteuerte Mark 82-Bombe bei einem Luftangriff der von Saudi-Arabien geführten Koalition auf einen Schulbus im Jemen eingesetzt, bei dem 51 Menschen, darunter 40 Kinder, getötet wurden.

## Wirtschaftliche Beziehungen
Die Wirtschaftsbeziehungen beider Länder reichen bis in die 1930er Jahre zurück, als die Vereinigten Staaten beim Aufbau der Erdölförderung in Saudi-Arabien halfen. Das Petrodollar-System entstand Anfang der 1970er Jahre im Gefolge des Zusammenbruchs von Bretton Woods. Präsident Richard Nixon und sein Außenminister Henry Kissinger befürchteten, dass die Aufgabe des internationalen Goldstandards im Rahmen der Bretton-Woods-Vereinbarung (in Verbindung mit einem wachsenden US-Handelsdefizit und massiven Schulden im Zusammenhang mit dem laufenden Vietnamkrieg) einen Rückgang der relativen weltweiten Nachfrage nach dem US-Dollar zur Folge haben würde. In einer Reihe von Treffen trafen die Vereinigten Staaten und das saudische Königshaus eine Vereinbarung. Die Vereinigten Staaten boten militärischen Schutz für die Ölfelder Saudi-Arabiens an, und im Gegenzug würden die Saudis ihre Ölverkäufe ausschließlich in US-Dollar abrechnen (mit anderen Worten, die Saudis sollten alle anderen Währungen außer dem US-Dollar als Zahlungsmittel für ihre Ölexporte ablehnen). Das System trägt zum Status des US-Dollars als globale Leitwährung bei. Saudi-Arabien investiert seine Überschüsse zudem bevorzugt in den Vereinigten Staaten in die US-Wirtschaft und in amerikanische Staatsanleihen. Im September 2021 besaß Saudi-Arabien US-Staatsanleihen im Wert von 123,8 Milliarden US-Dollar. Daneben hat das Land Milliarden in amerikanische Unternehmen investiert, darunter in Start-up-Unternehmen im Silicon Valley.
Der Handel der USA mit Saudi-Arabien mit Waren und Dienstleistungen belief sich im Jahr 2019 auf schätzungsweise 38,7 Milliarden US-Dollar. Die Exporte beliefen sich auf 23,9 Mrd. Dollar und die Importe auf 14,9 Mrd. US-Dollar. Die USA liefern an Saudi-Arabien vor allem Flugzeuge, Maschinen, Nahrungsmittel und Waffen und importieren im Gegenzug vorwiegend Erdöl und petrochemische Produkte. Die Bedeutung von Saudi-Arabien und der gesamten Region für die Energieversorgung der USA hat mit der Steigerung der heimischen Ölförderung durch Fracking und den Ausbau erneuerbarer Energien inzwischen deutlich abgenommen.

## Saudisches Lobbying in den USA
Die Saudische Regierung hat ein extensives Lobbying-Netzwerk in den Vereinigten Staaten aufgebaut, um seine Interessen in Washington, D.C. zu vertreten. Besonders der Diplomat Bandar ibn Sultan soll ein einflussreiches Netzwerk aufgebaut haben. Die saudische Regierung hat verschiedene Lobbying und PR-Firmen angeheuert, um ihr öffentliches Image im Land zu verbessern und Kontakte zur politischen Elite aufzubauen. Weitere Lobbyisten wurden nach PR-Debakeln für das Königreich wie dem 11. September oder der Ermordung von Jamal Khashoggi angeheuert. Auch an Think Tanks wie den Atlantic Council oder das Center for Strategic and International Studies wurden Gelder gezahlt. Im ersten Jahrzehnt des 21. Jahrhunderts zahlten die Saudis rund 100 Millionen Dollar an amerikanische Firmen, um bei der amerikanischen Regierung Lobbyarbeit zu betreiben. So erhielten u. a. die Lobbyunternehmen von John Podesta und Madeleine Albright Gelder aus Saudi-Arabien. In den 2010er Jahren begann Saudi-Arabien damit, seine mit finanziellen Mitteln verbundene politische Unterstützung einseitig auf die Republikaner auszurichten. Dies wurde vor allem während der ersten Präsidentschaft Donald Trumps deutlich.

## Kultur und Bildung
Unter den von Mohammed bin Salman begonnenen Reformen und unter dem Einfluss des Internets hat die amerikanische Popkultur in Saudi-Arabien an Einfluss gewonnen, besonders unter jungen Leuten. Inzwischen treten westliche und amerikanische Künstler im Land auf und in Kinos werden Filme aus Hollywood gezeigt. Im Juli 2022 sahen 92 % der jungen Saudis die Vereinigten Staaten als Verbündeten ihrer Nation an. 2019/20 bildeten saudi-arabische Studenten die viertgrößte Gruppe internationaler Studenten, die in den Vereinigten Staaten studierten, und stellten knapp 3 % aller Ausländer, die in den USA eine Hochschulausbildung absolvierten. In Saudi-Arabien gibt es verschiedene englischsprachige Schulen, welche nach amerikanischem Lehrplan unterrichten, allein in Riad gibt es über 20 solcher Schulen.